# Chatałdon
Chatałdon (ros. Хаталдон) – wieś w Rosji, w Osetii Północnej, w rejonie ałagirskim. W 2010 liczyła 1278 mieszkańców.